# Transportes Aéreos Bolivianos
Transportes Aéreos Bolivianos (abbreviato TAB, nota anche come TAB Airlines o TAB Cargo) è una compagnia aerea che opera voli cargo civili tra Bolivia e Stati Uniti.

## Storia
TAB è stata costituita nel 1977 come sottodivisione dell'Air Transport Management della Fuerza Aérea Boliviana (abbreviata FAB) nel 1977. Originariamente operava su richiesta voli di carichi pesanti di medio e lungo raggio utilizzando una flotta di Lockheed C-130 Hercules, con base all'aeroporto Internazionale di El Alto. Nel 1992, TAB venne chiusa.
Nel 1999, venne riattivata come compagnia civile con sede a Cochabamba, operando con un unico C-130 militare e un L-382, variante civile della precedente. Nel 1999, TAB trasportò 84 649 chilogrammi di merci, aumentati a oltre 2 milioni nel 2000 e a 4 milioni nel 2006.
TAB ha aumentato la sua flotta con l'aggiunta di alcuni McDonnell Douglas DC-10 e MD-10, poi la maggior parte venduti all'aeronautica militare del paese. Attualmente, la compagnia aerea trasporta più di 8000 tonnellate all'anno.

## Flotta

### Flotta attuale
A dicembre 2022 la flotta di Transportes Aéreos Bolivianos è così composta:

### Flotta storica
Transcarga operava in precedenza con i seguenti aeromobili:
- Douglas DC-8-54F
- Lockheed C-100 Hercules
- Lockheed C-130 Hercules